# Dewsbury Rams Rugby League Football Club
Les Dewsbury Rams RLFC sont un club professionnel anglais de rugby à XIII  basé à Dewsbury, dans le Yorkshire de l'Ouest. Il évolue dans la Championship qui est le second échelon du championnat d'Angleterre, second échelon remporté à deux reprises en 1905 et 2000. Ils ont également remporté à deux reprises la coupe d'Angleterre appelé la « Challenge Cup » en 1912 et 1943.
Le club est fondé en 1898 pour intégrer le Northern Rugby Football Union (qui prend le nom plus tard de la « Rugby Football League ») qui est à l'origine directe de la naissance du rugby à XIII en 1895. Il évolue au Crown Flatt. Le club n'a jamais pris part à la Super League depuis sa création en 1996.

## Palmarès
- Coupe d'Angleterre dite Challenge Cup (2):
  - Vainqueur : 1912 et 1943[1]
  - Finaliste : 1929.
- Championnat d'Angleterre de première division :
  - Vainqueur : 1973[1]
- Championnat d'Angleterre de deuxième division (2):
  - Champion : 1905 et 2000.
- League 1 (3) :
  - Champion : 2006, 2008, 2023
- Coupe du Yorkshire (3)[2]:
  - Vainqueur : 1926 et 1928 et 1943.
  - Finaliste : 1919, 1922, 1941 et 1973.

## Personnalités ou joueurs notables
On peut signaler  Michael « Stevo » Stephenson , ancien joueur du club, qui est maintenant commentateur sportif sur la chaine Sky et avant lui , Eddie Waring, dirgeant du club local pendant la Seconde Guerre mondiale, et commentateur sportif sur la BBC.

## Bilan du club toutes saisons et toutes compétitions confondues
| Année | Année | Saison régulière Championship | Saison régulière Championship | Saison régulière Championship | Saison régulière Championship | Saison régulière Championship | Saison régulière Championship | Saison régulière Championship | Saison régulière Championship | Phase finale Championship | Phase finale Championship                                             | Phase finale Championship                                             | Phase finale Championship                                             | Phase finale Championship                                             | Phase finale Championship                                             | Phase finale Championship                                             | Challenge Cup |
| Année | Année | Class.                        | Points                        | MJ                            | V.                            | N.                            | D.                            | Pp.                           | Pc.                           | Perf.                     | MJ                                                                    | V.                                                                    | N.                                                                    | D.                                                                    | Pp.                                                                   | Pc.                                                                   | Performance   |
| 2021  | 2021  | 10e                           | 17                            | 21                            | 8                             | 1                             | 12                            | 360                           | 608                           | Non qualifié              | 0                                                                     | 0                                                                     | 0                                                                     | 0                                                                     | 0                                                                     | 0                                                                     | 1er tour      |
| 2022  | 2022  | 13e                           | 7                             | 27                            | 3                             | 1                             | 23                            | 385                           | 964                           | Non qualifié              | 0                                                                     | 0                                                                     | 0                                                                     | 0                                                                     | 0                                                                     | 0                                                                     | 4e tour       |
| Année | Année | Saison régulière League 1     | Saison régulière League 1     | Saison régulière League 1     | Saison régulière League 1     | Saison régulière League 1     | Saison régulière League 1     | Saison régulière League 1     | Saison régulière League 1     | Play-offs League 1        | Play-offs League 1                                                    | Play-offs League 1                                                    | Play-offs League 1                                                    | Play-offs League 1                                                    | Play-offs League 1                                                    | Play-offs League 1                                                    | Challenge Cup |
| Année | Année | Class.                        | Points                        | MJ                            | V.                            | N.                            | D.                            | Pp.                           | Pc.                           | Perf.                     | MJ                                                                    | V.                                                                    | N.                                                                    | D.                                                                    | Pp.                                                                   | Pc.                                                                   | Performance   |
| 2023  | 2023  | 1er                           | 31                            | 18                            | 15                            | 1                             | 2                             | 623                           | 215                           | Champion                  | Le club en tête de la saison régulière ne dispute pas la phase finale | Le club en tête de la saison régulière ne dispute pas la phase finale | Le club en tête de la saison régulière ne dispute pas la phase finale | Le club en tête de la saison régulière ne dispute pas la phase finale | Le club en tête de la saison régulière ne dispute pas la phase finale | Le club en tête de la saison régulière ne dispute pas la phase finale | 5e tour       |
| Année | Année | Saison régulière Championship | Saison régulière Championship | Saison régulière Championship | Saison régulière Championship | Saison régulière Championship | Saison régulière Championship | Saison régulière Championship | Saison régulière Championship | Phase finale Championship | Phase finale Championship                                             | Phase finale Championship                                             | Phase finale Championship                                             | Phase finale Championship                                             | Phase finale Championship                                             | Phase finale Championship                                             | Challenge Cup |
| Année | Année | Class.                        | Points                        | MJ                            | V.                            | N.                            | D.                            | Pp.                           | Pc.                           | Perf.                     | MJ                                                                    | V.                                                                    | N.                                                                    | D.                                                                    | Pp.                                                                   | Pc.                                                                   | Performance   |
| 2024  | 2024  | 14e                           | 4                             | 26                            | 2                             | 0                             | 24                            | 344                           | 919                           | Non qualifié              | 0                                                                     | 0                                                                     | 0                                                                     | 0                                                                     | 0                                                                     | 0                                                                     | 3e tour       |